# Saint-Genest-Malifaux
Saint-Genest-Malifaux [sɛ̃ ʒənɛ malifo] est une commune française située dans le département de la Loire, en région Auvergne-Rhône-Alpes.

## Géographie
La commune de Saint-Genest-Malifaux est située au cœur du plateau du Haut-Pilat dans le Parc naturel du Pilat, au sud du département de la Loire (arrondissement de Saint-Étienne). Cette commune de moyenne montagne, ancien chef-lieu de canton, a gardé un caractère rural malgré sa proximité avec la ville de Saint Étienne et la vallée de l'Ondaine, en maintenant une agriculture d'élevage et de nombreuses surfaces boisées. Elle s'étend sur 47,02 km2, en tête de bassin de la rivière La Semène et une grande partie du bassin de la rivière Le Cotatay.
Les communes voisines sont Saint-Romain-les-Atheux, Le Chambon-Feugerolles, La Ricamarie, Saint-Étienne, Planfoy, Tarentaise, La Versanne, Saint-Régis-du-Coin, Marlhes et  compte près de 70 hameaux et lieux-dits dont le Moulin du Sapt qui fait face au barrage des plats.
Saint-Genest-Malifaux est au carrefour d'anciennes provinces, Forez, Vivarais et Velay, et sur la route RD 1082 (ex-RN 82) reliant la plaine du Forez à la vallée du Rhône, un tronçon de la célèbre route bleue, Paris-Nice avec le col de la République (1160 M) par le col de la République ou col du Grand-Bois.
| La Ricamarie            | Planfoy , Saint-Étienne | Tarentaise          |
| Saint-Romain-les-Atheux | Saint-Genest-Malifaux   |                     |
| Jonzieux                | Marlhes                 | Saint-Régis-du-Coin |

### Voies de communications et de transports

#### Transports en commun
La commune est desservie par la lignes L14  du réseau Cars Région Loire.

### Climat
Pour des articles plus généraux, voir Climat d'Auvergne-Rhône-Alpes et Climat de la Loire.
En 2010, le climat de la commune est de type climat des marges montargnardes, selon une étude du Centre national de la recherche scientifique s'appuyant sur une série de données couvrant la période 1971-2000. En 2020, Météo-France publie une typologie des climats de la France métropolitaine dans laquelle la commune est exposée à un climat de montagne ou de marges de montagne et est dans une zone de transition entre les régions climatiques « Nord-est du Massif Central » et « Sud-est du Massif Central ».
Pour la période 1971-2000, la température annuelle moyenne est de 8,4 °C, avec une amplitude thermique annuelle de 15,9 °C. Le cumul annuel moyen de précipitations est de 982 mm, avec 9,6 jours de précipitations en janvier et 7,2 jours en juillet. Pour la période 1991-2020, la température moyenne annuelle observée sur la station météorologique de Météo-France la plus proche, « Tarentaise », sur la commune de Tarentaise à 7 km à vol d'oiseau, est de 8,5 °C et le cumul annuel moyen de précipitations est de 1 128,3 mm,. Pour l'avenir, les paramètres climatiques de la commune estimés pour 2050 selon différents scénarios d'émission de gaz à effet de serre sont consultables sur un site dédié publié par Météo-France en novembre 2022.

## Urbanisme

### Typologie
Au 1er janvier 2024, Saint-Genest-Malifaux est catégorisée bourg rural, selon la nouvelle grille communale de densité à sept niveaux définie par l'Insee en 2022.
Elle est située hors unité urbaine. Par ailleurs la commune fait partie de l'aire d'attraction de Saint-Étienne, dont elle est une commune de la couronne,. Cette aire, qui regroupe 105 communes, est catégorisée dans les aires de 200 000 à moins de 700 000 habitants,.

### Occupation des sols

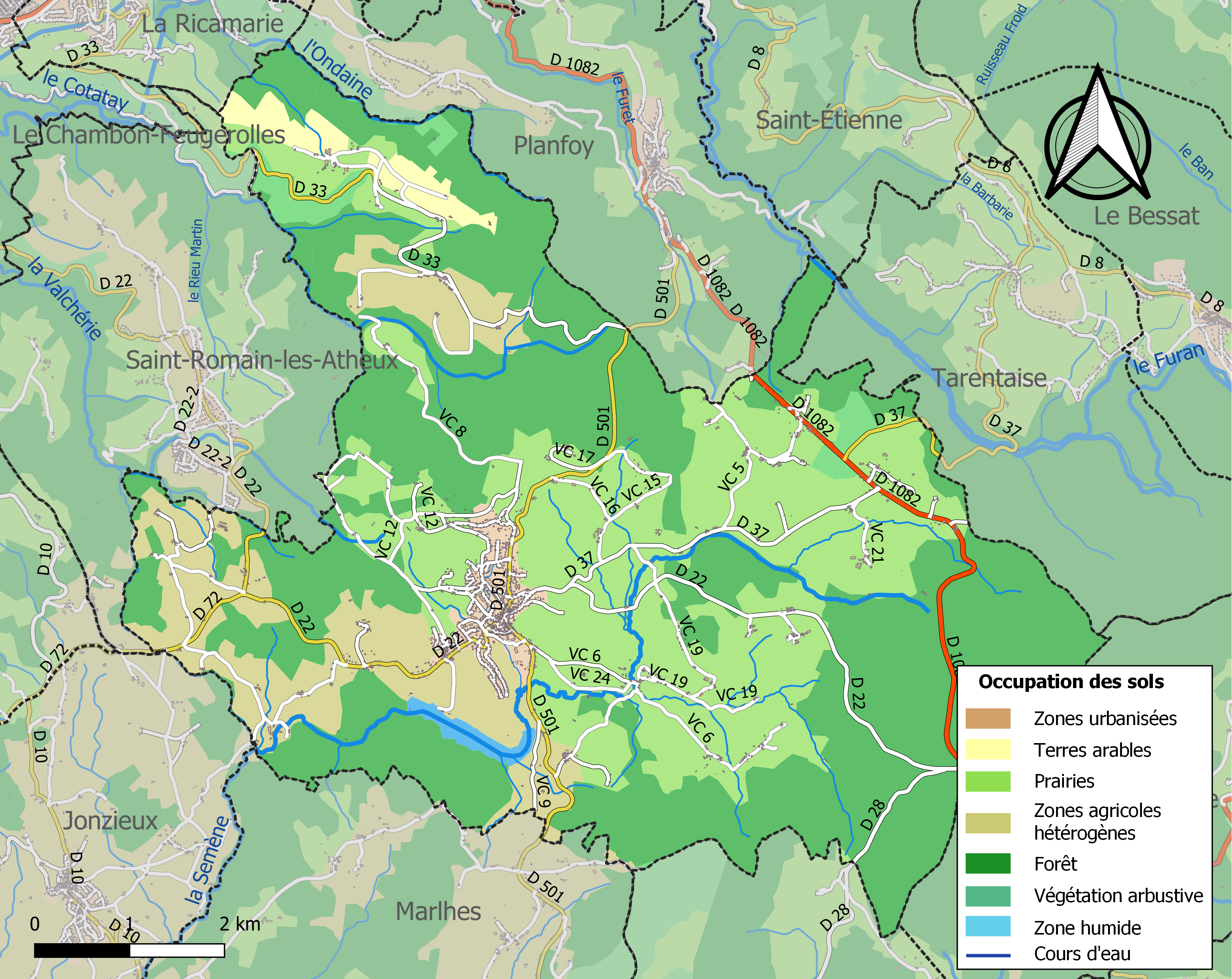
Carte des infrastructures et de l'occupation des sols de la commune en 2018 (CLC).

L'occupation des sols de la commune, telle qu'elle ressort de la base de données européenne d’occupation biophysique des sols Corine Land Cover (CLC), est marquée par l'importance des forêts et milieux semi-naturels (51,5 % en 2018), en diminution par rapport à 1990 (52,4 %). La répartition détaillée en 2018 est la suivante : 
forêts (49,7 %), prairies (31,2 %), zones agricoles hétérogènes (12,6 %), zones urbanisées (2,2 %), terres arables (1,8 %), milieux à végétation arbustive et/ou herbacée (1,8 %), eaux continentales (0,6 %).

## Histoire
Saint Genest fut un martyr décapité à la fin du IIe siècle.
La découverte en 1970 de silex au pied d'un chemin qui domine la source de Font Ria témoigne d'une présence humaine à l'époque préhistorique.
Les sources médiévales indique la présence d'une église Saint-Barthelémy initiale qui aurait par la suite changé de vocable. L'église paroissiale de Saint-Genest est mentionnée en 1061 parmi les possessions du prieuré de Saint-Sauveur-en-Rue dépendant de la Chaise-Dieu.
Au XIIe siècle, Saint-Genest, inféodée au Forez, rejoignait la couronne de France.
Au XVe siècle, une église fut construite dans le style gothique auvergnat sur les directives de cette abbaye.
Au début du XVIe siècle, l'église fut entièrement reconstruite et achevée en 1507. Elle fut profondément remaniée au XIXe siècle.
Au cours du XVIIIe siècle et du XIXe siècle, la multiplication des moulins pour le travail du bois et de l'industrie textile favorisèrent l'essor économique et démographique de la commune. En 1832, la route nationale 82, permettant de rejoindre la vallée du Rhône, fut inaugurée, plaçant la commune sur un axe important. En 2006, cet axe fut déclassé en RD 1082.

## Héraldique
|  | Les armoiries de Saint-Genest-Malifaux se blasonnent ainsi : D’azur à la fasce d’or chargée de trois étoiles de gueules et accompagnée de quatre croissants d’or, trois rangés en chef et un en pointe. |

## Politique et administration

### Tendances politiques et résultats
Vincent Ducreux est élu maire en 2014.
En 2020, sa liste est à nouveau en tête lors du premier tour le 15 mars 2020. Seul candidat à sa succession, il obtient 772 voix. Le taux de participation s'élève à 39.05 %.

### Liste des maires

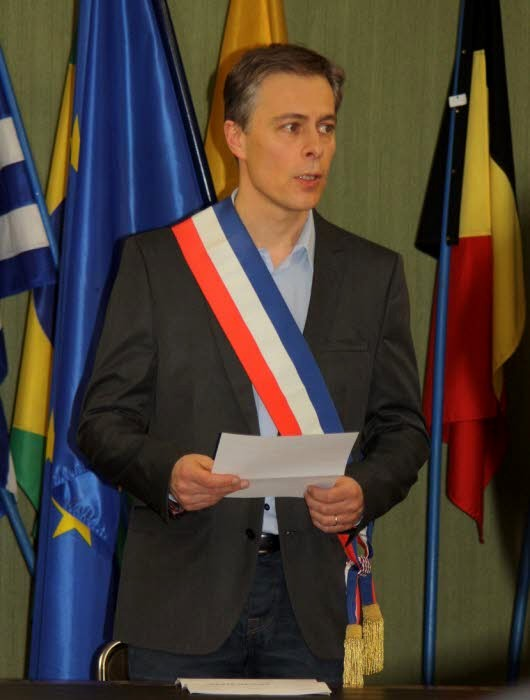
Vincent Ducreux.

| Période                                  | Période   | Identité              | Étiquette        | Qualité                                   |
| ---------------------------------------- | --------- | --------------------- | ---------------- | ----------------------------------------- |
| Les données manquantes sont à compléter. |           |                       |                  |                                           |
| mars 1959                                | mars 1977 | Jean-Charles Stribick | DVD              |                                           |
| mars 1977                                | mars 1983 | Laurent Béal          | DVD              |                                           |
| mars 1983                                | mars 2014 | Daniel Mandon         | UDF-CDS puis DVD | Vice-président du conseil général, Député |
| mars 2014                                | en cours  | Vincent Ducreux       | Sans étiquette   |                                           |

## Démographie
L'évolution du nombre d'habitants est connue à travers les recensements de la population effectués dans la commune depuis 1793. Pour les communes de moins de 10 000 habitants, une enquête de recensement portant sur toute la population est réalisée tous les cinq ans, les populations de référence des années intermédiaires étant quant à elles estimées par interpolation ou extrapolation. Pour la commune, le premier recensement exhaustif entrant dans le cadre du nouveau dispositif a été réalisé en 2005.

En 2022, la commune comptait 2 912 habitants, en évolution de +1,93 % par rapport à 2016 (Loire : +1,32 %, France hors Mayotte : +2,11 %).
| 1793  | 1800  | 1806  | 1821  | 1831  | 1836  | 1841  | 1846  | 1851  |
| ----- | ----- | ----- | ----- | ----- | ----- | ----- | ----- | ----- |
| 2 765 | 1 987 | 2 538 | 2 711 | 3 274 | 3 347 | 3 691 | 3 427 | 3 301 |

| 1856  | 1861  | 1866  | 1872  | 1876  | 1881  | 1886  | 1891  | 1896  |
| ----- | ----- | ----- | ----- | ----- | ----- | ----- | ----- | ----- |
| 3 145 | 3 517 | 2 416 | 2 344 | 2 626 | 2 604 | 2 711 | 2 633 | 2 572 |

| 1901  | 1906  | 1911  | 1921  | 1926  | 1931  | 1936  | 1946  | 1954  |
| ----- | ----- | ----- | ----- | ----- | ----- | ----- | ----- | ----- |
| 2 503 | 2 523 | 2 535 | 2 511 | 2 521 | 2 523 | 2 352 | 2 017 | 1 989 |

| 1962  | 1968  | 1975  | 1982  | 1990  | 1999  | 2005  | 2006  | 2010  |
| ----- | ----- | ----- | ----- | ----- | ----- | ----- | ----- | ----- |
| 1 769 | 1 749 | 1 759 | 2 199 | 2 384 | 2 691 | 2 899 | 2 879 | 2 931 |

| 2015  | 2020  | 2022  | - | - | - | - | - | - |
| ----- | ----- | ----- | - | - | - | - | - | - |
| 2 874 | 2 945 | 2 912 | - | - | - | - | - | - |

## Économie
Essentiellement, agriculture de moyenne montagne, exploitation du bois, tourisme et quelques établissements industriels. Récemment, la commune s'est urbanisée avec l'arrivée d'habitants travaillant à Saint-Étienne, et dans les vallées industrielles du Gier et de l’Ondaine qui ne se trouvent qu'à quelques kilomètres.
- Commerces : bar-restaurant, épicerie, boulangerie, fleuriste… proposant des denrées essentielles à la vie dans un petit village.
- Loisirs : cinéma, camping, salles et terrains de sport dont un stade de football synthétique, deux gymnases et de nombreux terrains de tennis… témoignent d'un relatif dynamisme pour une petite commune.
- Industries : 9 établissements emploient une centaine de salariés, principalement situés dans la "zone des Trois Pins".

## Lieux et monuments
- Église Saint-Genest de Saint-Genest-Malifaux

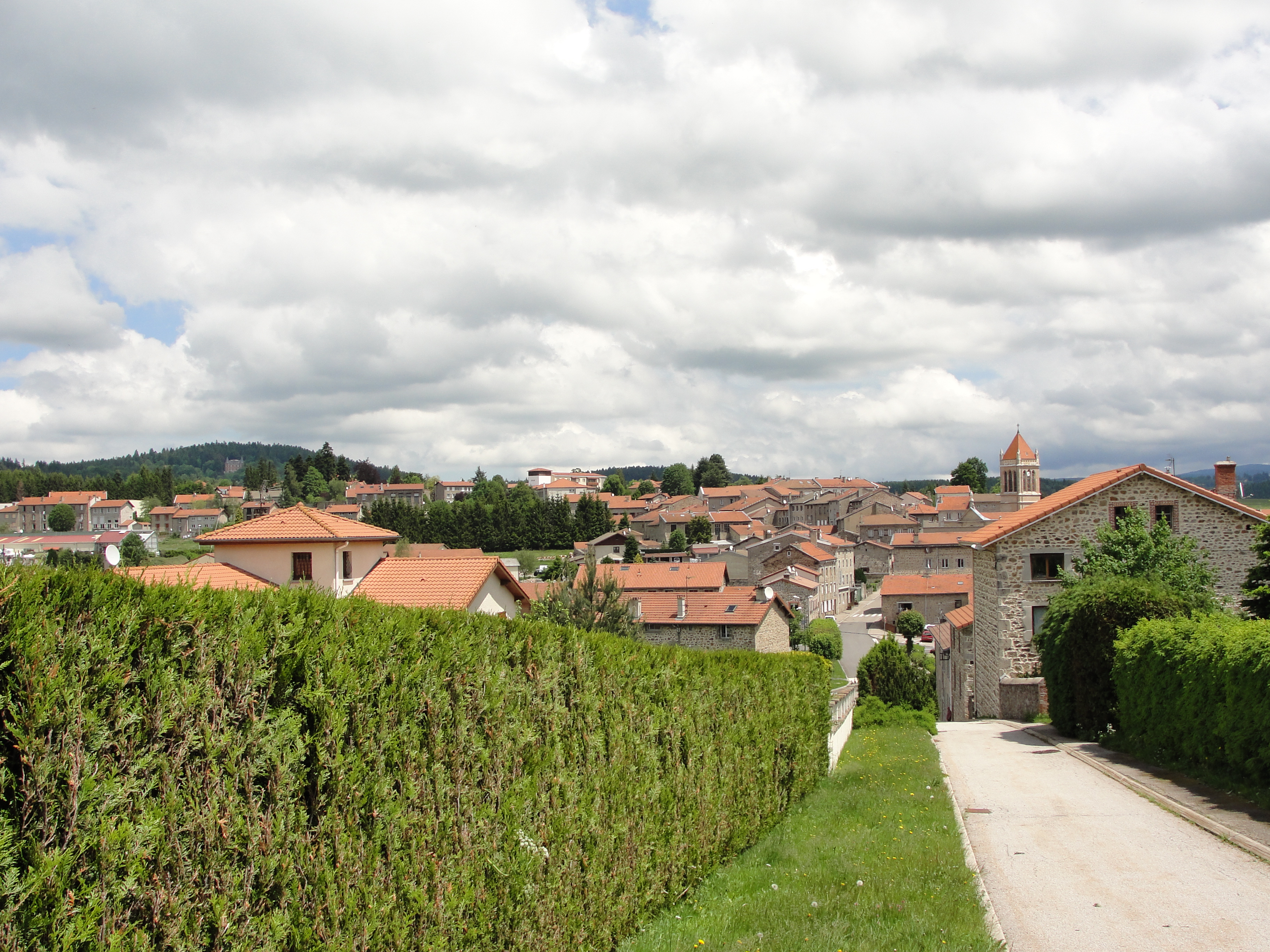
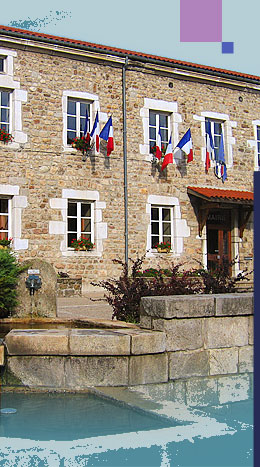
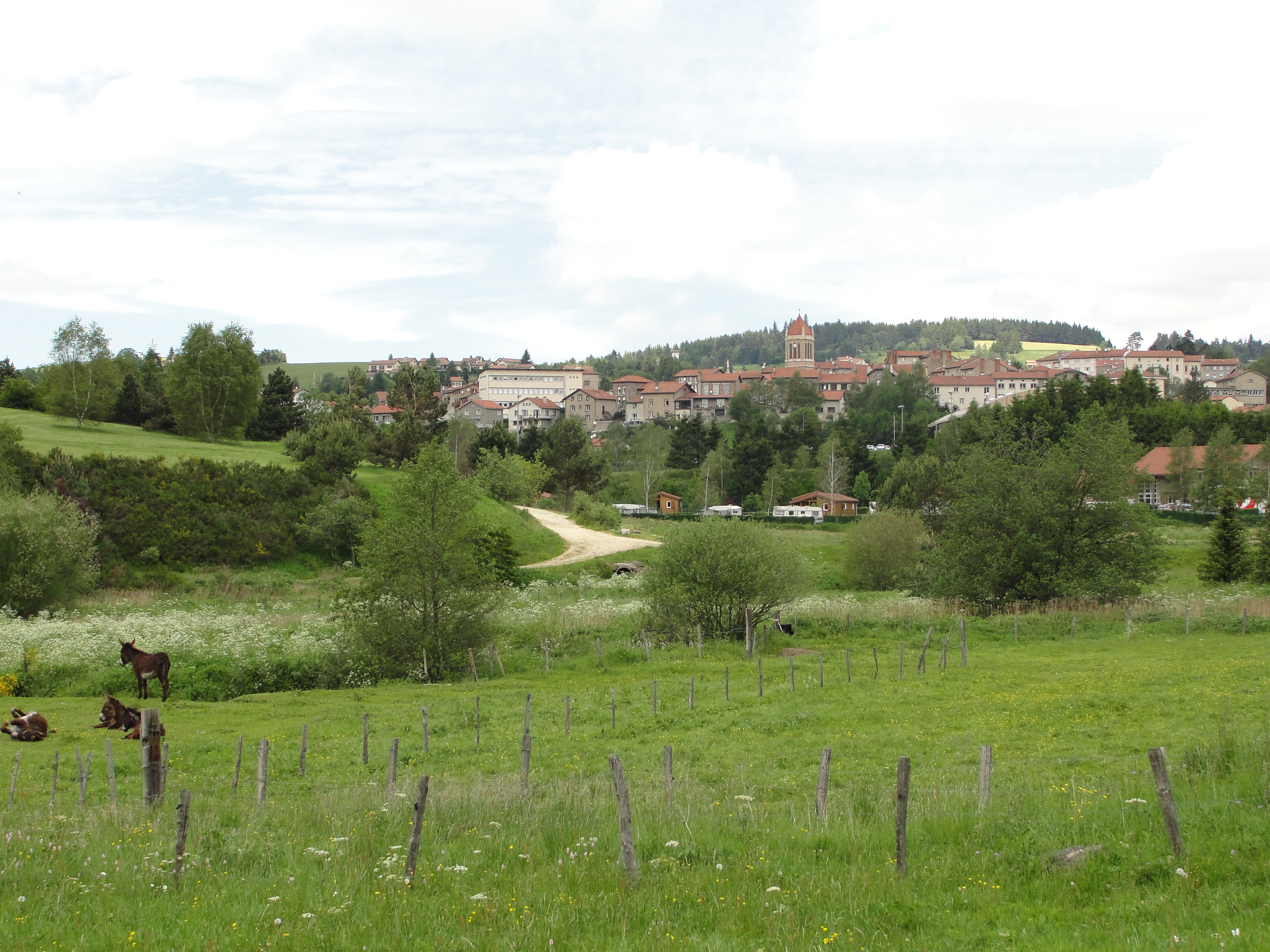
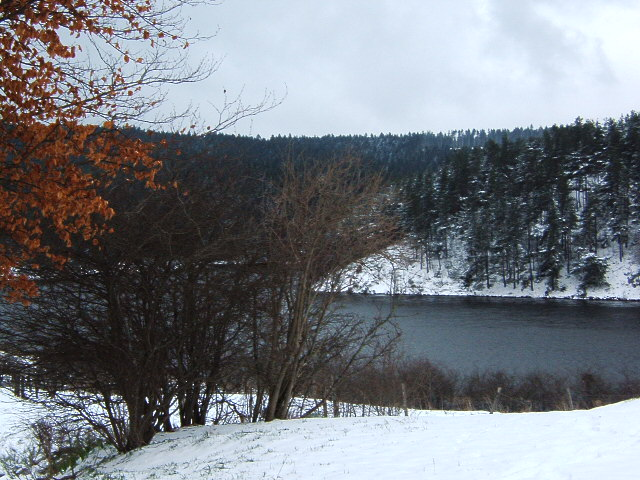

Le château du bois, où séjourna Mandrin et ses brigands

### Barrage de Saint-Genest-Malifaux
Également nommé barrage des Plats, il fut construit sur le cours de la Semène. Les travaux commencèrent en 1957 pour permettre de subvenir aux besoins de la région de Firminy. Une scierie "Scierie de la Trappe" sera engloutie par le nouveau lac. Plus récemment, le barrage fut vidé pour effectuer des travaux de rénovation. Les vestiges de cette scierie sont ainsi visibles en 2007.

### Moulin du Sapt
Initialement situé sur la rivière de Semène, le moulin fut ensuite déplacé pour la construction du barrage des Plats. Le moulin a donné son nom à un hameau d'une cinquantaine d'habitants.